# 燕京啤酒

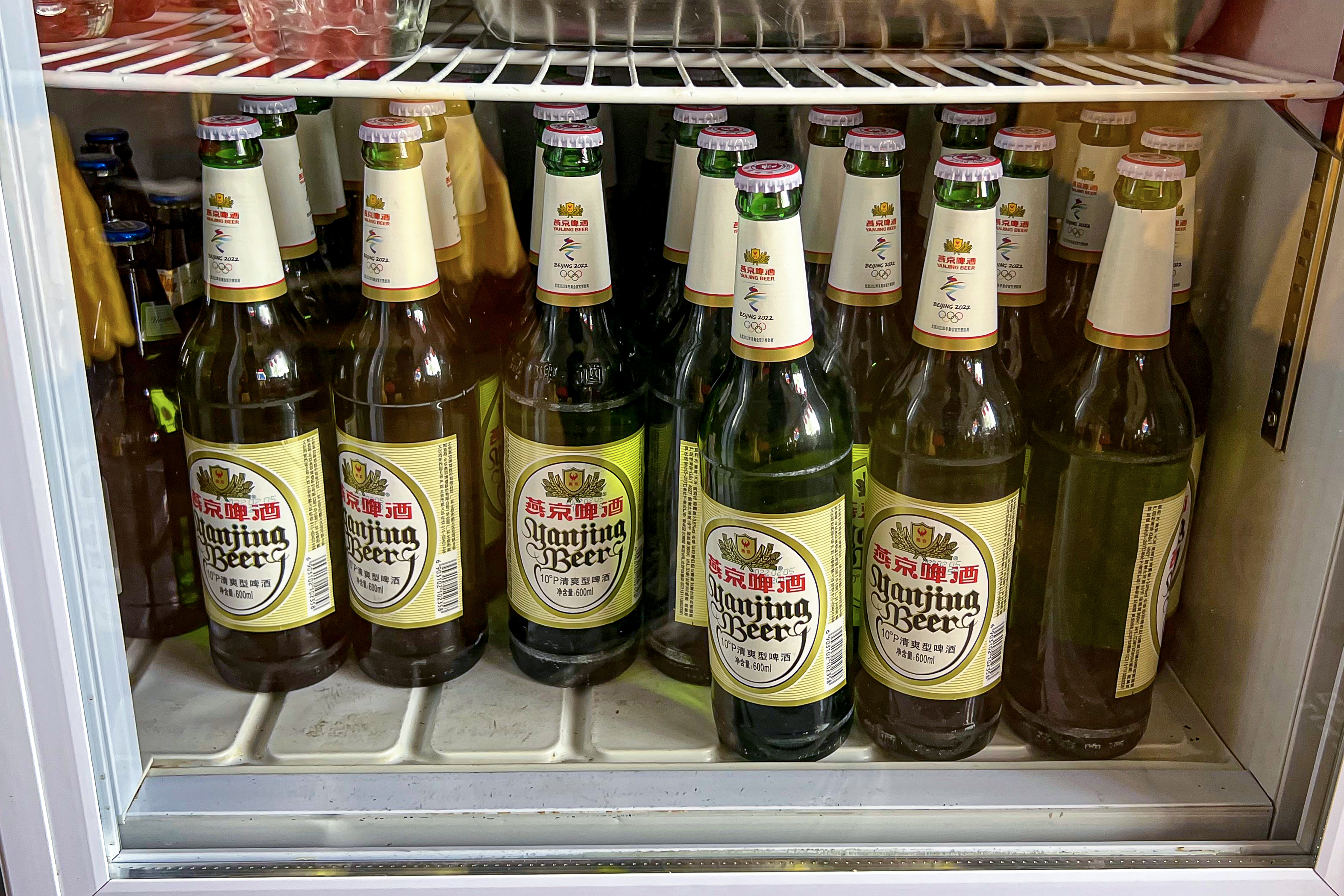
俗称“普京”的普通燕京瓶装10度清爽啤酒

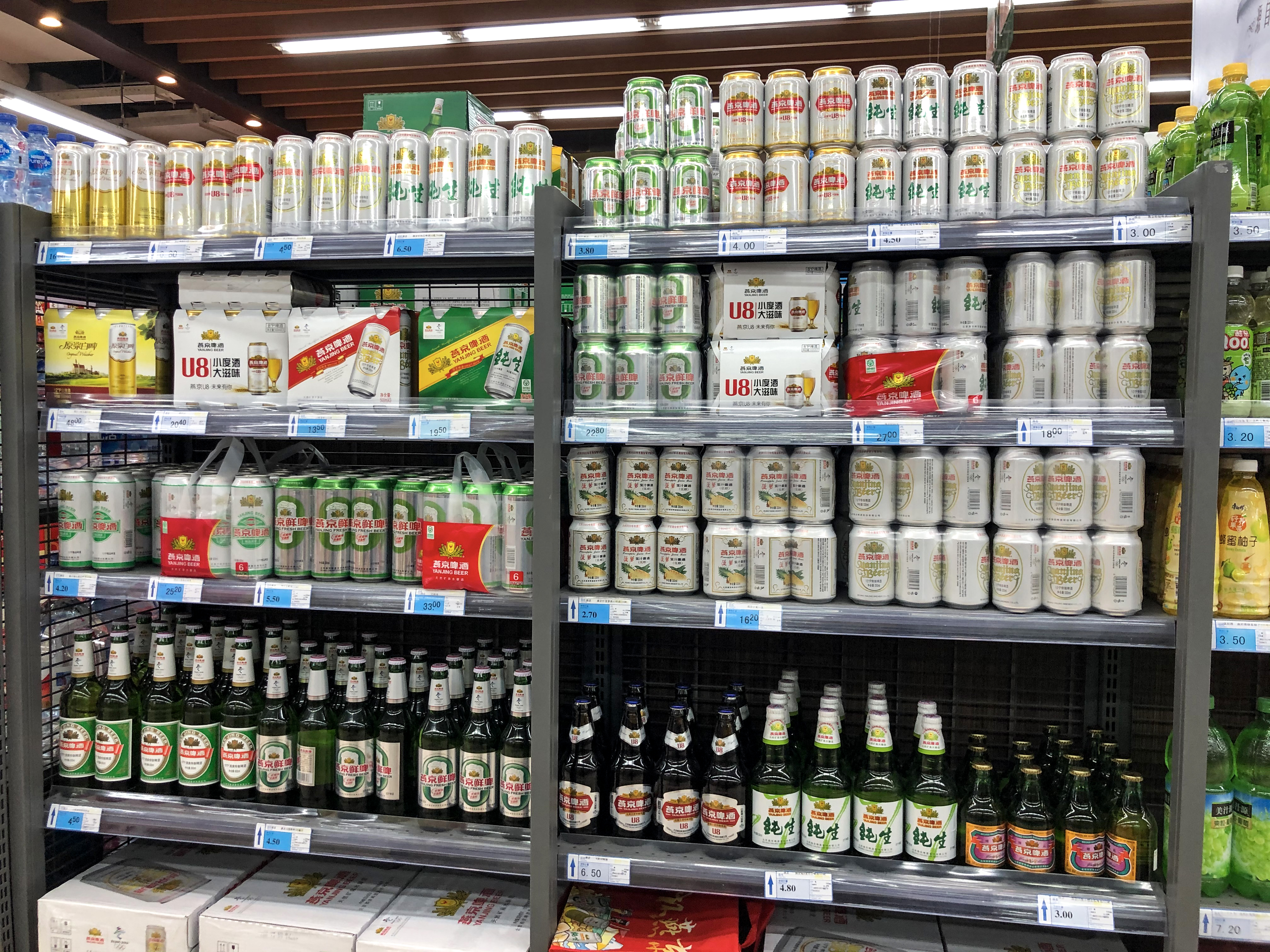
北京市顺义区一家超市内销售的燕京啤酒

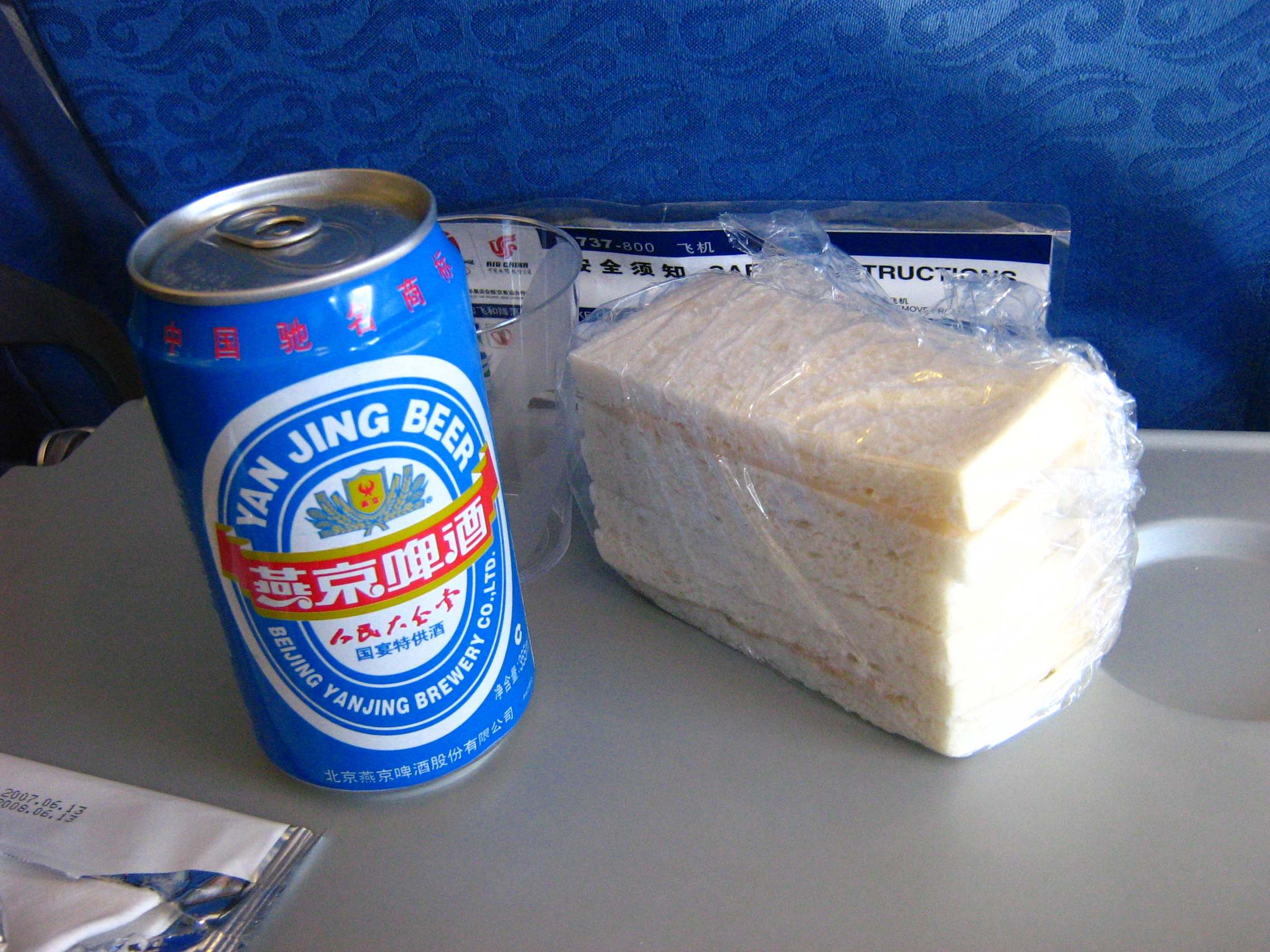
国航经济客位提供的罐裝燕京啤酒

燕京啤酒股份有限公司（深交所：000729），创建于1980年，中国最大啤酒企业集团之一，世界啤酒产销量前十名，中国行业百强企业。全国市场占有率达到11%以上，华北市场50%，北京市场在85%以上。燕京啤酒已遍布全国各省市，远销美国、意大利、英国、加拿大、澳大利亚等17个国家，出口居全国第3位。在北京，燕京啤酒在餐厅中很常见，北京人常称呼普通燕京啤酒为“普京”。

## 历史沿革
- 燕京啤酒的前身是建于1980年的北京市顺义县啤酒厂[4]。
- 1984年3月13日，经顺义县人民政府研究批准，北京市顺义县啤酒厂改名为北京市燕京啤酒厂。
- 1995年2月起，燕京啤酒成為人民大会堂的国宴特供酒。
- 1997年5月，燕京啤酒集团参加了北京控股有限公司在香港的红筹股上市。同年6月25日在深圳证券市场A股上市。
- 1999年，燕京啤酒成為中华人民共和国建国50周年及澳门回归献礼酒品牌。
- 2011年，台灣總代理商授權給台灣愛之味，愛之味與燕京啤酒成立「燕京愛之味國際股份有限公司」。

## 榮譽
- 中国名牌产品
- 中国驰名商标
- 人民大会堂国宴特供酒（1995年2月起）[5]
- 中国啤酒行业绿色食品认证产品
- 中华人民共和国建国50周年及澳门回归献礼酒
- 全国“两会”宴会专用酒

子品牌惠泉啤酒、漓泉啤酒、雪鹿啤酒。